# Paul Frank
Paul Frank, född 29 augusti 1967, är en amerikansk illustratör och modedesigner. Varumärket Paul Frank omfattar kläder och accessoarer. Apan Julius the Monkey är en välkänd tecknad karaktär som är avbildad på många av hans kläder.